# Xã Blackberry, Quận Kane, Illinois
Xã Blackberry (tiếng Anh: Blackberry Township) là một xã thuộc quận Kane, tiểu bang Illinois, Hoa Kỳ. Năm 2010, dân số của xã này là 15.090 người.